# Meridiano 1 este
El meridiano del este Greenwich es una línea de longitud que se extiende desde el Polo Norte atravesando el océano Ártico, el océano Atlántico, Europa, África, el océano Antártico, y la Antártida hasta el Polo Sur.
El meridiano 1 este forma un gran círculo con el meridiano 179 oeste.
Comenzando por el Polo Norte y dirigiéndose hacia el Polo Sur, este meridiano atraviesa:
| Coordenadas                    | País, territorio o mar | Notas |
| ------------------------------ | ---------------------- | --- |
| 90°0′N 1°0′E / 90.000, 1.000   | Océano Ártico          | |
| 81°35′N 1°0′E / 81.583, 1.000  | Océano Atlántico       | |
| 61°0′N 1°0′E / 61.000, 1.000   | Mar del Norte          | |
| 52°58′N 1°0′E / 52.967, 1.000  | Reino Unido            | Inglaterra, atravesando Stowmarket, Suffolk                                                                               |
| 51°47′N 1°0′E / 51.783, 1.000  | Mar del Norte          | |
| 51°21′N 1°0′E / 51.350, 1.000  | Reino Unido            | Inglaterra, pasa justo al oeste de Whitstable, Kent                                                                       |
| 51°1′N 1°0′E / 51.017, 1.000   | Canal de la Mancha     | |
| 49°55′N 1°0′E / 49.917, 1.000  | Francia                | |
| 42°47′N 1°0′E / 42.783, 1.000  | España                 | |
| 41°2′N 1°0′E / 41.033, 1.000   | Mar Mediterráneo       | Pasa justo al oeste de la isla de Ibiza                                                                                   |
| 36°28′N 1°0′E / 36.467, 1.000  | Argelia                | |
| 21°13′N 1°0′E / 21.217, 1.000  | Mali                   | |
| 15°0′N 1°0′E / 15.000, 1.000   | Níger                  | |
| 13°33′N 1°0′E / 13.550, 1.000  | Burkina Faso           | |
| 13°22′N 1°0′E / 13.367, 1.000  | Níger                  | Una porción de la frontera con Burkina Faso va paralelamente el meridiano, desplazada aproximadamente 1 km hacia el oeste |
| 13°3′N 1°0′E / 13.050, 1.000   | Burkina Faso           | |
| 11°5′N 1°0′E / 11.083, 1.000   | Benín                  | |
| 10°13′N 1°0′E / 10.217, 1.000  | Togo                   | |
| 6°18′N 1°0′E / 6.300, 1.000    | Ghana                  | |
| 5°55′N 1°0′E / 5.917, 1.000    | Océano Atlántico       | |
| 60°0′S 1°0′E / -60.000, 1.000  | Océano Antártico       | |
| 69°51′S 1°0′E / -69.850, 1.000 | Antártida              | Tierra de la Reina Maud, reclamada por Noruega                                                                            |